# Antidijabetesni lek
Antidijabetici su lekovi za tretman šećerne bolesti putem snižavanja nivoa glukoze u krvi. Izuzev insulina, eksenatida, liraglutida i pramlintida, oni se administiraju oralno, te se nazivaju oralnim hipoglicemskim agensima ili oralnim antihiperglicemskim agensima. Postoji nekoliko klasa antidijabetskih lekova. Izvor leka zavisi od prirode dijabetesa, uzrasta i situacije osobe, kao i niza drugih faktora.
Diabetes mellitus tip 1 je bolest uzrokovana nedostatkom insulina. Neophodno je koristiti insulin kod tipa I. On se unosi putem inekcije.
Diabetes mellitus tip 2 je bolest insulinske otpornosti ćelija. Treatmeni obuhvataju: (1) agense koji povišavaju količinu insulina izlučenog iz pankreasa, (2) agense koji povišavaju senzitivnost organa na insulin, i (3) agense koji umanjuju brzinu kojom se glukoza apsorbuje iz gastrointestinalnog trakta.
Nekoliko grupa lekova, uglavnom oralnih, su efektivni za tip II. Oni se često koriste u kombinaciji. Terapeutska kombinacija za tip II može da obuhvata insulin.

## Primeri lekova
U sledećoj tabeli je upoređeno nekoliko često korišćenih antidijabetesnih agenasa. Upoređeni lekova predstavljaju klase lekova, mada u nekim slučajevima su moguće znatne varijacije između individualnih lekova unutar klase.
| Poređenje antidijabetskih lekova                           | Poređenje antidijabetskih lekova                                                                                                   | Poređenje antidijabetskih lekova | Poređenje antidijabetskih lekova |
| Agens                                                      | Mehanizam | Prednosti | Nedostaci |
| ---------------------------------------------------------- | --- | --- | --- |
| Sulfonilureja (gliburid, glimepirid, glipizid)             | Stimuliše otpuštanje insulina iz pancreasnih beta ćelija putem inhibicije KATP kanala                                              | - jeftin - brz početak dejstva - ne utiče na krvni pritisak - ne utiče na lipoprotein niske gustine - maji rizik od gastrointestinalnih problema u odnosu na metformin - podesnije doziranje                | - uzrokuje u proseku povećanje telesne težine od 2–5 kilograma - povećava rizik od hipoglicemije - gliburid povećava rizik od hipoglikemije u nešto većoj meri od glimepirida i glipizida - povišen rizik smrti u poređenju sa metforminom |
| Metformin                                                  | Deluje na jetru da bi umanjio insulinsku otpornost                                                                                 | - ne povišava telesnu težinu - nizak rizik od hipoglikemije u poređenju sa alternativnim lekovima - dobar efekat na LDL holesterol - snižava nivo triglicerida - nema uticaja na krvni pritisak - nije skup | - povećan rizik od gastrointestinalnih problema - nepodesan je za ljude sa umerenom ili jakom bolešću bubrega ili srčanim problemima usled rizika od laktične acidoze - povišen rizik od deficijencije vitamina B12 - manje je podesan za upotrebu - metalni ukus |
| Inhibitor alfa-glukozidaze (akarboza, miglitol, vogliboza) | Redukuje apsorpciju glukoze dejstvom na tanka creva čime uzrokuje sniženu produkciju enzima neophodnih za varenje ugljenih hidrata | - neznatno povišen rizik od hipoglicemije u poređenju sa sulfonilurejom - ne uzrokuje povećanje telesne težine - snižava nivo triglicerida - ne utiče na holesterol                                         | - manje je efektivan od većine drugih lekova za dijabetes u snižavanju gliciranog hemoglobina - povišen rizik od GI problema u odnosu na druge lekova izuzev metformina - nepodesan je za upotrebu - skup je |
| Tiazolidindioni (Pioglitazon, Rosiglitazon)                | Redukuje insulinsku otpornost aktivacijom PPAR-γ u masnom tkivu i mišićima                                                         | - nizak rizik od hipoglicemije - neznatno povećanje nivoa lipoproteina visoke gustine - njegovo dejstvo je povezano sa sniženjem nivoa triglicerida - podesan je za upotrebu                                | - povećan rizik zatajenja srca - uzrokuje u proseku 2–5 kilograma povećanja telesne težine - povezan sa povećanim riskom od oticanja - povezan sa povećanim riskom od anemije - povišava nivo lipoproteina niske gustine - povećanje nivoa triglicerida i rizika od srćanog udara - povećanje rizika od raka bešike - sporiji početak dejstva - neophodno je praćenje hepatoksičnosti - povećan rizik od preloma udova - skup je |

Većina antidijabetskih agenata se ne koristi tokom trudnoće, nego se koristi insulin.

## Literatura
- Lebovitz, Harold E. (2004). Therapy For Diabetes Mellitus and Related Disorders (4th изд.). Alexandria, VA: American Diabetes Association.  978-1-58040-187-6.
- Adams, Michael Ian; Holland, Norman Norwood (2003). Core Concepts in Pharmacology. Englewood Cliffs, NJ: Prentice Hall.  978-0-13-089329-1.